# Flash (historieta)
Flash (conocido también como The Flash y traducido en español: El Destello) es el nombre de varios superhéroes ficticios que aparecen en los cómics estadounidenses publicados por DC Comics. Creado por el escritor Gardner Fox y el artista Harry Lampert, el "Flash" original apareció por primera vez en Flash Comics #1 (fecha de portada de enero de 1940 / mes de noviembre de 1939). Apodado el "Corredor Escarlata", todas las encarnaciones de Flash poseen "súper velocidad", que incluye la capacidad de correr, moverse y pensar extremadamente rápido, también puede atravesar la materia sólida, usar reflejos sobrehumanos y aparentemente violar ciertas leyes de la física, como superar la velocidad de la luz.
Hasta ahora, al menos cuatro personajes diferentes, cada uno de los cuales de alguna manera obtuvo el poder de "la Fuerza de la Velocidad", han asumido el papel de Flash en las historias de DC: el atleta universitario Jay Garrick siendo el primero en portar el título (1940-1951, 1961-2011, 2017-presente ), el científico forense Barry Allen (1956-1985, 2008-presente), el sobrino de Barry Wally West (1986-2011, 2016-presente) y el nieto de Barry Bart Allen (2006-2007). Cada encarnación de Flash ha sido un miembro clave de al menos uno de los principales equipos de DC: Sociedad de la Justicia de América, Liga de la Justicia de América, Los Jóvenes Titanes y Young Justice. Wally West y Bart Allen originalmente fueron conocidos como Kid Flash, posteriormente asumieron el manto de Flash (Bart también era conocido como Impulso).
Se creía que West era el único que sabía dominar la fuerza de la velocidad, pero actualmente Barry Allen y otros personajes que han adquirido “la fuerza de velocidad” han demostrado cierto nivel de poder y control sobre esta.
The Flash es uno de los personajes más populares de DC Comics y ha sido parte integral de las muchas historias de "crisis" que cambian la realidad a lo largo de los años. La reunión del Flash original de la edad de oro, Jay Garrick y el de la edad de plata, Barry Allen en "El Flash de dos mundos" (1961) introdujo el concepto del Multiverso a los lectores de DC, que se convertiría en la base de muchas historias de DC en los años venideros.
Al igual que sus compañeros de la Liga de la Justicia Mujer Maravilla (Wonder Woman), Superman y Batman, Flash tiene un elenco distintivo de adversarios, incluidos los diversos Renegados (únicos entre los supervillanos de DC por su código de honor) comandados por Capitán Frío y los diversos "velocistas" psicópatas que se conocen con el nombre "Flash Reverso" o "Zoom", o el Supervillano Gorilla Grodd como uno de los villanos más importantes de Flash. Otros personajes secundarios en las historias de Flash incluyen a la esposa de Barry, Iris West, la esposa de Wally, Linda Park, la novia de Bart, Valerie Perez, el compañero velocista Max Mercury y los miembros del departamento de policía de Ciudad Central, David Singh y Patty Spivot.
Como uno de los personajes básicos de los cómics del Universo DC, Flash se ha adaptado a numerosas películas de DC, videojuegos, series animadas y programas de televisión en vivo. En acción real, Barry Allen ha sido retratado por Rod Haase para el especial de televisión de 1979 Legends of the Superheroes, John Wesley Shipp en la serie The Flash de 1990 y Grant Gustin en la serie de 2014 The Flash, y por Ezra Miller en la serie de películas del Universo extendido de DC, comenzando con Batman v Superman: Dawn of Justice (2016), continuando con la Liga de la Justicia (2017), la versión de Liga de la Justicia de Zack Snyder (2021) y The Flash (2023). John Wesley Shipp también interpreta una versión de Jay Garrick en la serie The Flash 2014. Las diversas encarnaciones de Flash también aparecen en series animadas como Superman: la serie animada de 1992, Liga de la Justicia de 2001, Batman: The Brave and the Bold de 2008 y Young Justice de 2010, así como en la serie de Películas animadas originales del Universo DC.

## Historia de las publicaciones

### Edad de oro
Jason Peter "Jay" Garrick el primer supuesto Flash, apareció por primera vez en la edad de oro en Flash Comics #1 (enero de 1940), de All-American Publications, una de las tres compañías que eventualmente se fusionarían para formar DC Comics. Creado por el escritor Gardner Fox y el artista Harry Lampert, este Flash fue un estudiante universitario que ganó su velocidad mediante la inhalación de gases, se distinguió por usar un casco de metal con alas en los costados (similar al dios velocista Hermes de la mitología griega). Cuando se volvió a introducir en la década de 1960, el origen de Garrick se modificó ligeramente, ganando sus poderes a través de la exposición a agua pesada. Fue el primer superhéroe en tener rapidez sobrehumana, además de ser el primero en tener un superpoder singular, a diferencia de Superman que tenía varios.
Jay Garrick era un personaje popular en la década de 1940, sirviendo tanto con Flash Comics como con All-Flash Quarterly (más tarde publicado bimensualmente como simplemente All-Flash); coprotagonista en Comic Cavalcade; y miembro fundador de la Sociedad de la Justicia de América, el primer equipo de superhéroes, cuyas aventuras se desarrollaron en las historias de All Star Comics. Con el declive de la popularidad de posguerra de los superhéroes, Flash Comics fue cancelado con el número #104 (1949) que presentaba una versión malvada de Flash llamada Rival. La última historia de la Edad de Oro de la Sociedad de la Justicia se publicó en All Star Comics #57 (1951, el título en sí continuó como All Star Western).

### Edad de plata
En 1956, DC Comics revivió con éxito a los superhéroes, dando paso a lo que se conoció como la edad de plata de los cómics. En lugar de traer a los mismos héroes de la Edad de Oro, DC los rediseñó como nuevos personajes para la era moderna. Flash fue el primero en  resurgir, en el cómic de prueba Showcase #4 (octubre de 1956).
Este nuevo Flash fue Barry Allen, un científico de la policía que ganó súpervelocidad cuando fue bañado por productos químicos después de que un estante de ellos fuera alcanzado por un rayo. Él adoptó el nombre de El Corredor Escarlata después de leer un cómic de la edad de oro de Flash (leyó un cómic protagonizado por Jay Garrick). Después de varias apariciones más en Showcase, Barry Allen recibió su propio título, The Flash, cuyo primer número fue el #105 (reanudando donde Flash Comics lo había dejado). Barry Allen el "nuevo Flash" fue creado por los escritores Robert Kanigher y John Broome y dibujado por Carmine Infantino.
El Flash de la edad de plata demostró ser lo suficientemente popular como para que otros héroes de la Era Dorada revivieran en nuevas encarnaciones (como en: Green Lantern). También se creó un nuevo equipo de superhéroes, la Liga de la Justicia de América, con Flash como principal miembro fundador.
El título de Barry Allen también introdujo un dispositivo de la trama muy imitado en cómics de superhéroes cuando se reveló que Garrick y Allen existían en mundos paralelos ficticios. Sus poderes les permitieron cruzar el límite dimensional entre los mundos, y los hombres se hicieron buenos amigos. El Flash de dos mundos (The Flash Vol. 1 #123) fue el primer cruce en el que un personaje de la Edad de Oro se encontró con un personaje de la Edad de Plata. Pronto, hubo cruces entre toda la Liga de la Justicia y la Sociedad de la Justicia; sus respectivos equipos comenzaron una reunión anual que duró desde principios de los años sesenta hasta mediados de los años ochenta.
Las aventuras de Allen continuaron en su propio título hasta el evento de Crisis on Infinite Earths. The Flash terminó como una serie con el número #350. La vida de Allen se había confundido considerablemente a principios de la década de 1980, y DC eligió poner fin a sus aventuras y pasar el manto a otro personaje. Allen murió heroicamente en Crisis on Infinite Earths #8 (1985). Gracias a su habilidad para viajar en el tiempo, él continuaría apareciendo ocasionalmente en los años venideros.
Barry Allen pasó “muerto” más de 20 donde como se menciona en el párrafo anterior hizo pequeños cameos en ese intervalo de tiempo. Sin embargo Allen regresó ala titularidad de la serie gracias a Geoff Johns con una serie limitada de 7 números llamada Flash rebirth. El regreso oficial de Barry a los cómics en donde toda la familia flash se enfrentan a un enemigo en común el flash reverso. 
La historia empezó en 2009 y gracias al trabajo de jonhs Barry participó en grandes eventos como flashpoint que abrió la brecha para los nuevos 52 donde Dc empezó desde cero. Varios autores de encargaron de las aventuras de flash donde el arte era tan visual que atraía a los lectores más veteranos como a los más novatos. Teniendo muchas ventas alrededor del mundo dándole vida otra vez a este clásico velocista. 
Renacimiento es la más reciente época de Barry como el cometa carmesí las historias no hambre terminado y con 53 números con su publicación mensual, Joshua Willimson (el autor de la serie) ha dado no solo un nuevo enfoque al personaje sino que las historias están llenadas de simbolismos, grandes personajes un manejo del tiempo excelente y el dominio de los ambientes para que los lectores se sientan como si ellos estuvieran corriendo en los paneles de Flash: Rebirth.

### Edad Moderna

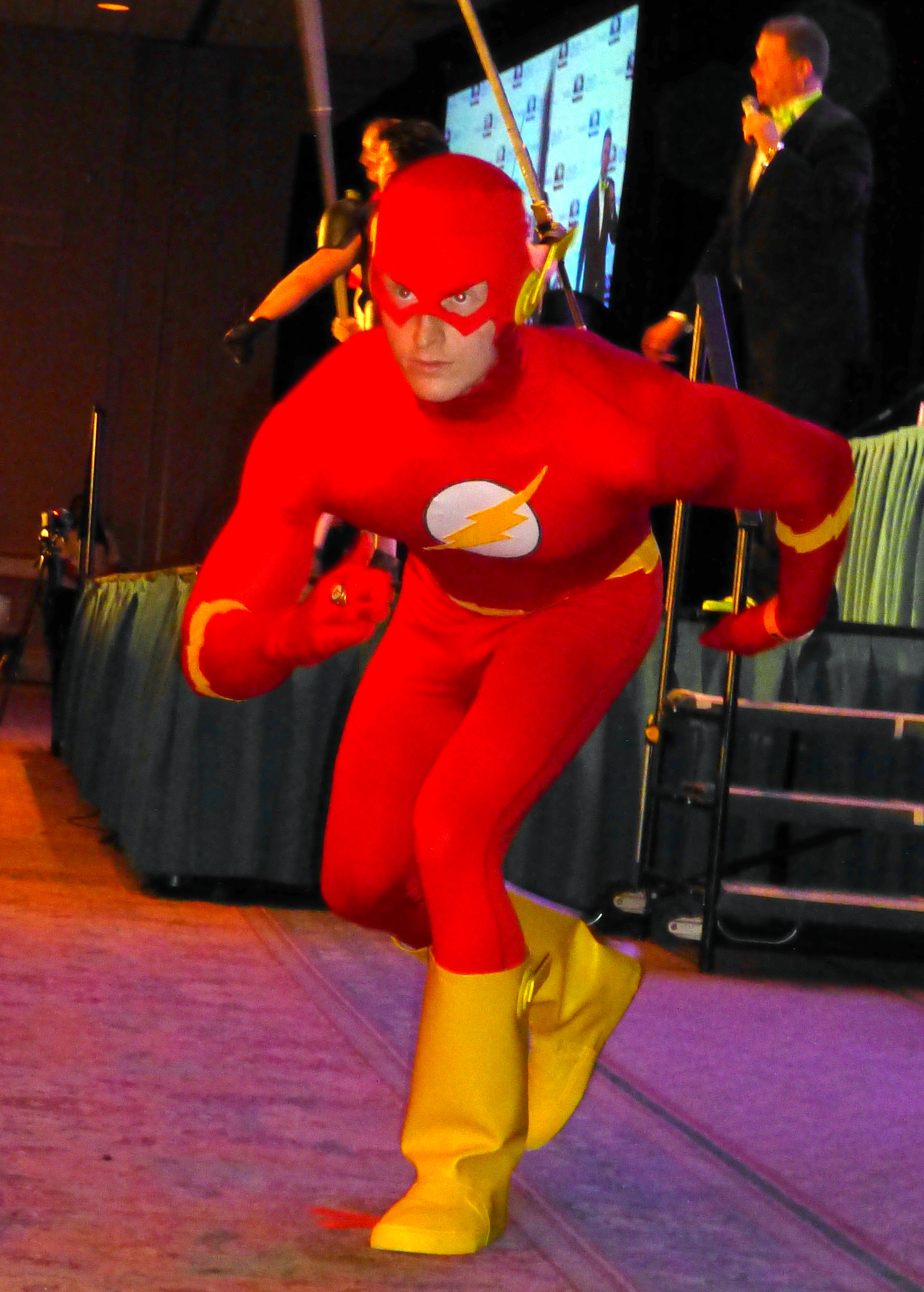
Cosplayer como el personaje.

El tercer Flash fue introducido fue Wally West, presentado en The Flash Vol. 1 #110 (enero de 1960) como Kid Flash. West, sobrino de Allen por matrimonio, obtuvo los poderes de Flash a través de un accidente idéntico al de Allen. Adoptando la identidad de Kid Flash, mantuvo su membresía en Los Jóvenes Titanes por años. Después de la muerte de Allen, West adoptó la identidad Flash en Crisis on Infinite Earths #12 y recibió su propia serie, comenzando con The Flash Vol. 2 #1 en 1987. Muchos títulos comenzaron con el eslogan: "Mi nombre es Wally West. Soy el hombre vivo más rápido".
Debido a la miniserie Crisis infinita y el salto "One Year Later" en el Universo DC, DC canceló The Flash Vol. 2 en enero de 2006 en el número #230. Una nueva serie, The Flash: The Fastest Man Alive, comenzó el 21 de junio de 2006. El arco de la historia inicial de esta serie, escrita por Danny Bilson y Paul De Meo con el arte de Ken Lashley, se centró en la aceptación de Bart Allen del papel del Flash.
Flash: Fastest Man Alive fue cancelado con el número #13. En su lugar The Flash Vol. 2 se revivió con el número #231, con Mark Waid como el escritor inicial. Waid también escribió All-Flash #1, que actuó como el puente entre las dos series. DC solicitó Flash: Fastest Man Alive a través del número #15. All Flash #1 reemplazó el número #14 y The Flash Vol. 2 #231 reemplazó el número #15 en el título y el equipo creativo interior solamente. Las portadas y los artistas de portada fueron solicitados por DC, y el texto de información publicado carecía de información de la trama.
En 2009, Barry Allen regresó a la DCU propiamente dicho en The Flash: Rebirth, una miniserie de seis temas de Geoff Johns y Ethan Van Sciver.

## Biografía de los personajes
Aunque varios personajes han utilizado el nombre Flash, solo Jay Garrick, Barry Allen y Wally West son los más conocidos, ya que los otros pertenecen a mundos paralelos o provienen del futuro. 

### Jay Garrick
Jay Garrick era un estudiante universitario en 1938 que accidentalmente inhaló vapores de agua pesada después de tomar un descanso para fumar dentro de su laboratorio donde había estado trabajando. Como resultado, descubrió que podía correr a una velocidad sobrehumana y que tenía reflejos igualmente rápidos. Después de una breve carrera como estrella de fútbol americano universitario, se puso una camisa roja con un rayo y un estilizado casco de metal con alas (basado en imágenes de la deidad griega Hermes o Mercurio el dios romano), posterior a eso comenzó a luchar contra el crimen como el Flash. Su primer caso involucró la lucha contra los "Faultless Four", un grupo de chantajistas. Garrick mantuvo su identidad en secreto durante años sin una máscara, al hacer vibrar continuamente su cuerpo mientras estaba en público para que cualquier fotografía de su rostro se volviera borrosa. Aunque originalmente de Tierra-2, se incorporó a la historia de la Nueva Tierra después de la Crisis on Infinite Earths y todavía está activo como el Flash operando desde Keystone City. Flash fue muy popular durante la Edad de Oro de los superhéroes. Fue uno de los fundadores de la Sociedad de la Justicia de América y un gran luchador contra el crimen en los años 40.
Jay se retiró provocando que la SJA se disolviera, pero en 1961 Jay salió de su retiro y conoció al Flash del mundo paralelo, es decir, a Barry Allen. Jay siguió luchando contra el crimen, y aunque cronológicamente debería representar 80 años, tiene solo 50 debido a algunos experimentos; de esta manera se ha mantenido vigente y ha continuado con la tarea abandonada por otros superhéroes. Luego de la muerte de Barry Allen y de la desaparición de Wally West en Crisis infinita, Jay se convirtió nuevamente en el hombre más rápido, al ser el único Flash vivo y el único ser dependiente de la Fuerza de la Velocidad. Cuando Bart regresó, absorbió involuntariamente la Fuerza de la Velocidad, convirtiéndose en el hombre más rápido. Jay se convirtió en una especie de guía para Bart y en un protector de la familia de Wally y de Iris West, la esposa de Barry. Jay logró entender que a partir de que Bart "corrompió" la fuerza de la velocidad (entró y salió) el último velocista que aparezca tendrá el poder de controlar esta fuerza. Luego de la muerte de Bart se produce un efecto de ingeniería inversa que trae a la vida a Barry Allen, a Wally West, a Max Mercury y a Johnny Quick. Jay se ha convertido en uno de los más grandes héroes por el hecho de seguir vigente a pesar de su avanzada edad y de convertirse en un miembro importante dentro de la Liga. Luego del regreso de Barry Allen y de Wally West, Jay junto con Barry se convierten en los Flash principales, mientras Wally se dedica a combatir el crimen en menor medida.

### Barry Allen
Bartholomew Henry "Barry" Allen es un científico asistente de la División de Ciencia Criminal y Forense del Departamento de Policía de Ciudad Central en 1956, conocido por ser lento y llegar siempre tarde a su trabajo, lo cual enojaba a su prometida Iris West. Una noche, un rayo cayó en su laboratorio lleno de químicos que bañaron a Allen, creando un accidente que le otorgaría una supervelocidad e increíbles reflejos (también la capacidad de viajar en el tiempo y entre dimensiones). Con un traje rojo y el símbolo de un rayo (que recuerda al original Capitán Maravilla de Fawcett Comics), su novia lo nombró "Flash", (ya que cuando era niño algo veloz mató a su madre y Barry dijo que fue como un flash) empezando así a combatir el crimen en Ciudad Central. Como civil usaba un anillo del cual extraía su traje, el cual podía encoger por medio de un gas. Flash era conocido por en ocasiones bromear contra sus enemigos, y también una característica que lo hizo temido cuando regresó de la muerte es tratar a todos sus enemigos por igual, a diferencia de los otros velocistas que trataban a Capitán Frío y a sus secuaces como tontos comparados con Gorilla Grodd y el Profesor Zoom. En su identidad civil, almacena el traje comprimido en un anillo especial mediante el uso de un gas especial que podría comprimir fibras de tela a una fracción muy pequeña de su tamaño normal.
Flash se convirtió en miembro de la Liga de la Justicia, y un gran amigo de Hal Jordan, el Linterna Verde. Su esposa Iris averiguó la identidad de Allen, ya que este hablaba dormido, aunque Barry le revelaría su secreto más tarde. Bart, el nieto de ambos, fue enviado desde el siglo XXX, y adoptado por Iris en el siglo XX. En los años 80 la vida de Flash comenzó a colapsar: Iris fue asesinada por el Profesor Zoom; además, cuando Allen iba a casarse nuevamente, Zoom intentó repetir su crimen. Afortunadamente Allen detuvo y mató a Zoom. Asimismo, Allen descubrió que el espíritu de su esposa Iris se encontraba en el siglo XXX, donde le estaban dando un nuevo cuerpo. Flash se retiró y se unió a Iris en el siglo XXX. Sin embargo, después de un mes de felicidad, la Crisis on Infinite Earths daría comienzo. 
Allen fue capturado por el Antimonitor, y fue enviado de regreso a 1986. Flash escapó y arruinó los planes del Antimonitor de destruir la Tierra, aunque no sin sacrificar su vida: Al superar su límite, Allen se transformó en energía cinética pura, viajó hacia el pasado y se convirtió en el mismo rayo que le dio sus poderes 30 años antes. Luego de sacrificarse y morir en la Crisis on Infinite Earths, Barry permaneció muerto durante más de veinte años después de la publicación de esa historia.Con la serie de 2008 Crisis final, Barry regresó al Universo DC y volvió a tener plena prominencia como Flash en la serie de 2009 The Flash: Rebirth, que fue seguida poco después por un nuevo volumen de la serie The Flash, donde las aventuras de Barry como el "Corredor Escarlata" se publica actualmente.
Cuando Barry Allen murió, Iris estaba embarazada. Tuvo dos hijos, los Gemelos Tornado, quienes se unieron más tarde a la Legión de Super-Héroes. Cada uno de ellos tuvo un hijo: Uno, Jenni Ognats, se convirtió en XS, mientras que el otro, Bart Allen, fue enviado al siglo XX donde se convirtió en el superhéroe "Impulso", quien luego adoptaría la identidad de Kid Flash, y finalmente, después de la Crisis infinita, se volvería el nuevo Flash.

### Wally West
Wallace Rudolph "Wally" West es el sobrino de Barry Allen por parte de su esposa Iris West. Su primera aparición fue en The Flash Vol. 1 #110 (1959). Cuando West tenía cerca de diez años fue a visitar a su tío al trabajo; sin embargo el accidente que le dio a Barry Allen sus poderes se repitió en Wally, derramando químicos sobre él y otorgándole los mismos poderes. West hizo una copia del traje de su tío y empezó a combatir el crimen bajo el nombre de Kid Flash. Más tarde cambió su traje a uno rojo con amarillo, el cual dejaba su cabello expuesto. Fue uno de los fundadores de Los Jóvenes Titanes junto al primer Robin (Dick Grayson), Aqualad, Wonder Girl (Donna Troy) y Speedy (Roy Harper). Al crecer, West se dio cuenta de que sus poderes se debilitaban y que su cuerpo sufría severos daños, por lo que se retiró de la lucha contra el crimen hasta poder encontrar una cura. Participó en la Crisis on Infinite Earths, donde su tío Barry falleció. Tras la energía a la que fue expuesto en este evento, parte de sus poderes fueron recuperados y se hizo cargo como el hombre vivo más rápido, aunque necesitaba comer en grandes cantidades para mantener su metabolismo. A pesar de ese impedimento, West volvió a la lucha contra el crimen adoptando el traje e identidad de su tío como Flash. Además se unió a la Liga de la Justicia. Más tarde, West se enteró de que sus poderes, así como los de otros personajes superrápidos, provienen de la "Fuerza de la Velocidad", y al enfrentarse a Savitar, el sacerdote/estudiante de la velocidad, aprendió a controlarla, adquiriendo nuevos poderes. Al igual que los Flash anteriores, West tiene una gran amistad con Linterna Verde (Kyle Rayner). Además es amigo de Nightwing (Dick Grayson), el primer Robin.
Wally desaparece en Crisis infinita al entrar en la Fuerza de la Velocidad junto a su esposa y sus gemelos antes de que logren que entre Superboy Prime junto con Bart Allen. West regresa en Crisis Final: La Venganza de los Villanos, luego de que al morirse el "control" de la fuerza de la velocidad, hizo un efecto inverso haciendo regresar a Max Mercury, a Johnny Quick, a y Barry Allen, Wally, su esposa y los gemelos fueron retirados de la Fuerza de la Velocidad por la Legión de Super-Héroes al finalizar The Lightning Saga.
Luego de enterarse de la muerte de Bart, Wally se dirige a acabar con los Villanos, y esta vez con la capacidad de controlar la Fuerza de la velocidad a su gusto. Wally técnicamente no murió ni quedó atrapado como se creía, sino que consiguió evitar entrar a ella aunque a coste de convertirse en una fuerza de luz que viajaba a una velocidad incalculable. Wally ya no depende de la fuerza de la velocidad, sino que ha sabido como apoyar sus poderes en el tiempo, como Zoom. Wally West regresó como Flash después de los eventos de The Flash: Fastest Man Alive #13 con la serie The Flash Vol. 2, que se reanudó con el número #231 en agosto de 2007. Posteriormente finaliza con el número #247, y West, junto con todos los otros personajes de Flash, juegan un papel importante en The Flash: Rebirth de 2009. Aparece brevemente en el arco de la historia de Blackest Night, pero poco después de que se lanzara Los nuevos 52 y el personaje no apareció más hasta su regreso como Flash en DC: Renacimiento en donde se unió a los Titanes.
Wally es conocido también por abusar del humor en ocasiones peligrosas, por lo que al inicio de su carrera como Flash los demás superhéroes lo tomaban como un tonto, pero posteriormente a la Crisis Final, Wally se vuelve mucho más serio. Con el regreso de Barry, Wally queda en papel secundario en la historia de los Flash, mientras que Allen y Garrick retoman el papel de los Flash oficiales.

### Bart Allen
Bartholomew Henry "Bart" Allen II fue el segundo Kid Flash y el cuarto Flash (después de la desaparición de Wally West). Bart es el hijo de Don Allen, uno de los Gemelos Tornado, y Meloni Thawne, además de ser nieto de Barry Allen y su esposa Iris. Bart sufría de envejecimiento acelerado y, como resultado, se crio en una máquina de realidad virtual hasta que Iris lo llevó al siglo XX para recibir ayuda del Flash actual, Wally West. Con la ayuda de Wally, el envejecimiento de Bart disminuyó y tomó el nombre de Impulso. Después de que Deathstroke le disparara en la rodilla, Bart cambió tanto su actitud como su disfraz, tomando el manto de Kid Flash. Durante los eventos de Crisis infinita, Superboy Prime atacó a Conner Kent (Superboy) en Smallville y asesinó a muchos de Los Jóvenes Titanes, Bart se une a Wally West y Jay Garrick para detener el alboroto de Superboy Prime corriendo en la Fuerza de la Velocidad. Jay alcanzó su límite antes de entrar a la Fuerza de la Velocidad y Wally desapareció, dejando a Bart solo con Superboy Prime. Barry Allen, y todos aquellos que habían sido absorbidos previamente por la Fuerza de la Velocidad, reaparecieron y ayudaron a Bart. Luego de tomar a Superboy Prime en la Fuerza de la Velocidad, Barry le dijo a Bart que "Wally lo está esperando". Después de que desaparecieran, Jay dijo que la Fuerza de la Velocidad había desaparecido. Bart regresó, cuatro años mayor, y durante un año afirmó que había sido expulsado de la velocidad. Sin embargo, la Fuerza de Velocidad no había desaparecido por completo, sino que había sido absorbida por el cuerpo de Bart; esencialmente, ahora contenía toda la fuerza de la velocidad.
El disfraz de Bart como Flash era un clon al de su abuelo, similar al de Wally West. No mucho tiempo después de tomar el manto del Flash, Bart fue asesinado por los Renegados en el decimotercer (y último) número de The Flash: The Fastest Man Alive. Sin embargo, luego fue resucitado en el siglo 31 en Final Crisis: Legion of 3 Worlds #3 por Brainiac 5 para combatir a Superboy Prime y la Legión de Supervillanos. Bart regresó al pasado y jugó un papel importante en The Flash: Rebirth.

### Avery Ho
Avery Ho obtuvo sus poderes cuando era una adolescente que vivía en Central City en una "Tormenta de la Fuerza de la Velocidad", lo que le otorgó una conexión con la Fuerza de la Velocidad. Avery fue entrenada por Barry, Meena Dewan/Negative Flash y August Heart/Godspeed para utilizar sus poderes, aunque cuando se descubrió que Heart estaba robando la velocidad de los residentes de Central City conectados a la Fuerza de la Velocidad, Barry y Ace West/Kid Flash se propusieron eliminar la conexión de los residentes conectados con la Fuerza de la Velocidad, pero fueron atacados por Godspeed antes de que pudieran eliminar la de Avery. Aunque derrotaron a Godspeed, Avery conservó su conexión con la Fuerza de la Velocidad y sus poderes. Avery se ha convertido en miembro de la Liga de la Justicia de China (un equipo al que se unió para conservar su apodo de Flash y su herencia chino-estadounidense), el equipo multiverso Justice Incarnate y la Familia Flash.

## Otros personajes en utilizar el manto deThe Flash

### Krist Downing
Krist Downing desde muy joven fue un chico despreocupado, sin saberlo y por extrañas razones obtiene poderes que le permiten correr a gran velocidad como Flash en Flash: Inverse de 1977. Durante una sola serie, Krist pasa por la identidad de Young Flash, Inversión. El personaje también se enfrenta a Zoom (uno de los villanos más característicos de los Flash), además puede correr a tal velocidad que escapa incluso de la Fuerza de la Velocidad lo que le permite también poder viajar al pasado, donde se cree que se convirtió en Max Mercury y posteriormente perdió la memoria.

### Dark Flash
Dark Flash es un Doppelgänger de Flash (Wally West) de Tierra-X. Hizo su primera aparición en Flash #150. Su verdadera identidad es Walter West. Originalmente era un héroe que cayó en la locura después de la muerte de su esposa Linda Park. Después de esto se volvió brutal aplicando tortura a los criminales. Fue programado para ser un villano en el evento crossover de las serie de acción real Flash, Supergirl, Arrow y Legends of Tomorrow. No es un Flash del futuro que se convierte en un buen Flash. Es solo una versión.

### Jesse Chambers
Hija del velocista Johnny Quick, Jesse Chambers se convierte en un superhéroe acelerado como su padre. Más tarde se encuentra con Wally West, el Flash, quien le pide que sea su reemplazo si algo le sucediera (como parte de un plan elaborado de su parte, tratando de forzar a Bart Allen a tomar su papel en el legado del Flash más seriamente). Ella asume brevemente el manto del Flash, después de que Wally entre en la Fuerza de la Velocidad.

### John Fox
John Fox fue un historiador de la Academia Nacional de Ciencias en Ciudad Central en el siglo 27. Fue enviado a tiempo para obtener la ayuda de uno o más de los tres Flash (Garrick, Allen, West), con el fin de derrotar al villano radiactivo Mota en el período de tiempo de Fox. (Cada Flash había luchado individualmente contra Mota a lo largo de varios años en el siglo XX). La misión de Fox fue un fracaso, pero durante su viaje de regreso, la radiación taquiónica que lo envió a través del flujo de tiempo le dio super velocidad. Derrotó a Mota como una nueva alternación del Flash. Operó como Flash de su siglo por un tiempo. Poco después, se trasladó al siglo 853 y se unió a "Justice Legion A" (también conocida como Legión de la Justicia Alfa) como se ve en la serie de libros DC One Million. El nombre "John Fox" se combina con los nombres de los principales escritores de cómics John Broome, que cocreó a los Flash Barry Allen y Wally West, y Gardner Fox, quien cocreó el Flash Jay Garrick.

### Allen sin nombre del siglosigloXXIII
El padre de Sela Allen, su esposa y su hija fueron capturados por Cobalt Blue. Se ve obligado a ver morir a su esposa y su hija queda lisiada. Mientras él y Max Mercury matan a Cobalt Blue, un niño toma la gema de poder de Cobalt Blue y mata a Allen. Este Flash es uno de los dos Flash destinados a ser asesinados por Cobalt Blue.

### Sela Allen
Sela Allen es una humana común en el siglo 23 hasta que Cobalt Blue le roba los impulsos eléctricos, haciendo que se vuelva tan lenta en el mundo como lo es el mundo de flash. Con la esperanza de restaurarla, su padre la lleva a la Fuerza de la Velocidad. Cuando matan a su padre, aparece como una manifestación viviente de la Fuerza de la Velocidad, capaz de dar velocidad a varias personas y objetos, pero incapaz de interactuar físicamente con el mundo.
Blaine Allen y su hijo viven en el "Mundo colonia de Petrus" en el siglo 28. En un intento de acabar con la línea de sangre Allen, Cobalt Blue inyecta un virus a su hijo Jace. Al carecer de supervelocidad, Jace no pudo librarse del virus. Desesperado, Blaine lleva a su hijo a Fuerza de la velocidad con la esperanza de que lo acepte. Toma a Blaine y le otorga una gran velocidad a Jace para que pueda librarse de la enfermedad.
Jace Allen gana supervelocidad cuando su padre lo lleva a Fuerza de la Velocidad para intentar curarlo de un virus inyectado en su cuerpo por Cobalt Blue en un intento de acabar con la línea de sangre Allen. En memoria de su padre, Jace asume el manto de Flash y continúa la disputa contra el Cobalt Blue.

### Kryiad
Después de que una criatura alienígena invada la Tierra, un aficionado a la historia llamado Kriyad viaja en el tiempo desde el siglo 98 para adquirir un anillo de poder de Linterna Verde. Él falla, por lo que intenta capturar la velocidad del flash en su lugar. Después de ser derrotado por Barry Allen, viaja más atrás en el tiempo y usa los productos químicos de la ropa que Barry Allen usaba cuando obtuvo sus poderes para dotarse de una gran velocidad. Kryiad luego sacrifica su vida para vencer a la criatura alienígena.

### Flash Bizarro
Bizarro-Flash se creó cuando Bizarro clonó a Flash. Vestía los colores opuestos de Flash, pero tenía un símbolo de mazo porque Flash tenía uno cuando lo clonaron. La versión moderna de Bizarro Flash tiene el símbolo de una mancha de mostaza en forma de rayo. Él tiene los poderes del Flash pero es completamente intangible.

### ExpedientesDC
Tras la culminar la serie ilimitada Crisis final escrita por John Baxi, DC lanza una serie titulada DC files basado en un universo paralelo, esta, presenta un sucesor de Wally West, llamado Kai Daryl Kenn. El era un hijo de un inmigrante africano llamado Thunderman (Will Kenn) en sus comienzos era llamado "Thunderboy" esto por el nombre de su padre, posteriormente su padre fue asesinado por el villano Crovat, años después paso a llamarse Thunderman, dándose cuenta de que provenía de la Fuerza de la velocidad y no de la electricidad como su padre, Garrick lo renombró como New Flash para luego convertirse en Flash. Al principio era más lento que Flash, sin embargo seguía siendo muy veloz. Su poder se origina por su bisabuelo, Josh Emerick, quien recibió los poderes de la misma manera que Barry Allen, y tras utilizarlos un tiempo, corrió tan velozmente contra el villano Bigger que viajó al siglo D, donde murió dejando descendencia en el pasado, y Kai heredó sus poderes por genética. En New Moon Operation, Kai se sacrifica junto con Energo para destruirlo. Después de su muerte, su traje y poderes fueron obtenidos por Fray Kylers, transformándolo en New Flash (Nuevo Flash).

### Alex Garrick
Alexander Viktor "Alex" Garrick III era un descendiente de "Francias Thorn Garrick" (primo de Jay Garrick). Aparece por primera vez en la serie Future siendo presentado como el héroe más grande, durante el siglo C, conforme paso el tiempo dejaron de aparecer sus poderes regresando a Garrick por genética. Es un gran amigo de GoodBoy, un descendiente de Superman.

### Los nuevos 52
Después de la serie limitada The New 52 (un reinicio de todo el Universo DC) Barry Allen vuelve a tomar el manto como el nuevo y central Flash, Jay Garrick es rejuvenecido y establecido en la renacida Tierra-2. En el futuro siglo XXXI de Tierra Prime, el Proyecto Cadmus que ahora reside su proyecto de metahumanos en mundos distantes de la Tierra futurista, ha creado un programa en el que recolectó el ADN de los héroes más famosos del siglo XXI con el que ha podido clonar en más de una ocasión al Flash (Barry Allen) del siglo XXI, así como este ha muerto varias ocasiones, pero en el número de un clon de la nueva versión de los Wonder Twins recién fallecida ha sido convertida en la nueva Flash de este siglo al recombinar el ADN del fallecido dos veces con el clon de Barry Allen, el cual le permite adquirir sus mismas habilidades. En 2014, se presentó una versión de Wally West, un joven afrodescendiente sobrino de la familia West.
En el evento "Rebirth", Wally West I escapa de la Fuerza de la velocidad buscando quien lo pueda traer a la vida. Según sus palabras él está "peor que muerto, estoy olvidado". Busca a varios de Los Jóvenes Titanes pero ninguno lo reconoce. En un encuentro con Barry Allen le explica que a pesar de que no lo reconoce lo quiere como todo un padre y recuerda lo que decía el reloj que le dio en su graduación "Cada segundo es un regalo". Al decir esto Barry lo reconoce y lo saca de la fuerza de la velocidad. Se reveló que Wally West II no usurpó su lugar sino que el ya existía en la realidad pasada y era primo de Wally West I, hijo de Daniel West y con el nombre de su abuelo: Wallace West.

## Poderes y habilidades
Todas las encarnaciones del Flash se pueden mover, pensar y reaccionar a velocidad luz, además de tener una resistencia sobrehumana que les permite recorrer distancias increíbles. Algunas, especialmente las versiones posteriores, pueden vibrar tan rápido que pueden atravesar paredes en un proceso llamado túnel cuántico, viajar en el tiempo y también pueden prestar y tomar prestado velocidad. Los velocistas también pueden sanar más rápidamente que un humano promedio, ya sea heridas, fracturas o quemaduras. Además, la mayoría de las encarnaciones tienen un aura invisible alrededor de sus respectivos cuerpos que las protege de la fricción del aire y los efectos cinéticos de sus poderes.
En varias ocasiones, Flash ha competido contra Superman, ya sea para determinar quién es más rápido o como parte de un esfuerzo mutuo para frustrar algún tipo de amenaza; estas carreras, sin embargo, a menudo resultaron en tablas debido a circunstancias externas. El escritor Jim Shooter y el artista Curt Swan crearon la historia "Superman's Race With the Flash!" en Superman #199 (agosto de 1967) que presentó la primera carrera entre Flash y Superman. El escritor E. Nelson Bridwell y el artista Ross Andru produjeron "La carrera hacia el fin del universo" ("The Race to the End of the Universe"), una historia de seguimiento cuatro meses después en The Flash #175 (diciembre de 1967). Sin embargo, después de la revisión del Universo DC después de Crisis on Infinite Earths, Flash supera exitosamente a Superman en una carrera en Adventures of Superman #463 con la explicación de que Superman no está acostumbrado a correr a alta velocidad durante largos períodos de tiempo ya que volar es más versátil y menos extenuante, lo que significa que Flash quien es más practicado tiene la ventaja. Después de Crisis final en Flash: Rebirth #3, Flash se muestra significativamente más rápido que Superman, capaz de superarlo mientras Superman lucha por mantenerse al ritmo de él. Él revela que todas las carreras cercanas entre ellos habían sido "por caridad". En el episodio "Run" de Smallville, Flash no solo puede correr más rápido que un Clark Kent anterior a Superman, sino que puede igualar la velocidad máxima de Clark mientras corre hacia atrás.
Si bien varias encarnaciones del Flash han demostrado su capacidad para funcionar a la velocidad de la luz, la capacidad de robar la velocidad de otros objetos permite que los Flash respectivos incluso superen significativamente esta velocidad. En Flash: The Human Race Wally se muestra absorbiendo energía cinética en una medida que le permite moverse más rápido que la teletransportación y correr desde el final del universo a la tierra en menos de un instante Planck (Tiempo de Planck).
Los velocistas pueden a veces utilizar la capacidad de leer a velocidades increíbles y, al hacerlo, procesar grandes cantidades de información. Cualquier conocimiento que adquieran de esta manera suele ser temporal. Su capacidad para pensar rápido también les permite cierta inmunidad a la telepatía, ya que sus pensamientos operan a un ritmo demasiado rápido para que telépatas como el Detective Marciano o Gorilla Grodd lean o influyan en sus mentes.
Los Flash y otros velocistas también tienen la capacidad de comunicarse entre sí a un ritmo acelerado. Esto a menudo se hace para tener conversaciones privadas frente a personas no rápidas (como cuando Flash le habla a Superman sobre su habilidad para servir tanto a los Titanes como a la JLA en The Titans #2). La conversación rápida también se usa a veces para el efecto cómico, donde Flash se emociona tanto que comienza a hablar cada vez más rápido hasta que sus palabras se convierten en un revoltijo de ruido. También tiene la capacidad de cambiar la vibración de sus cuerdas vocales para que pueda cambiar la forma en que su voz suena a los demás.
Aunque no tiene la fuerza física de muchos de sus camaradas y enemigos, Flash ha demostrado que puede usar su velocidad para ejercer un impulso increíble en los ataques físicos. En Injustice: Dioses entre nosotros, Flash usa este tipo de ataques como muchos de sus movimientos especiales.
Flash también ha afirmado que puede procesar pensamientos en menos de un attosegundo. A veces puede lanzar rayos creados por su supervelocidad y hacer vórtices de velocidad.
Algunos Flash también tienen la capacidad de crear avatares de velocidad (es decir, duplicados) y estos avatares a veces se han enviado a diferentes líneas de tiempo para completar una misión en particular. Barry Allen exhibe esta habilidad en la serie de acción en vivo The Flash.
También se lo puede ver negando los efectos de la Ecuación Anti-Vida, cuando liberó a Iris-West de su control (probablemente debido a su conexión con la fuerza de velocidad).
Se dice que Wally West alcanzó la velocidad de 23,759,449,000,000,000,000,000,000,000,000,000,000,000,000 (aproximadamente 24 tredecillones) × c (la velocidad de la luz) y solo pudo hacerlo con la ayuda de todos los seres humanos en la tierra moviéndose para que la fuerza de velocidad se uniera a todos. Con esa velocidad no solo pudo correr de planeta en planeta sino en diferentes galaxias y universos, en lo que se consideraría un abrir y cerrar de ojos.

## Diferentes Flash
En la edición final de 52, se revela un nuevo Multiverso, que originalmente constaba de 52 realidades idénticas. Entre las realidades paralelas que se muestran se encuentra una designada como "Tierra-2". Como resultado de que Mister Mind "comiera" aspectos de esta realidad, adopta aspectos visuales similares a los de la pre-Crisis de Tierra-2, incluido Flash entre otros personajes de la Sociedad de la Justicia de América. Los nombres de los personajes y el equipo no se mencionan en el panel en el que aparecen, pero Flash es visualmente similar al Flash Jay Garrick. Según los comentarios de Grant Morrison, este universo alternativo no es la Tierra 2 anterior a la crisis.
Una variante de Flash, una estudiante universitaria superrápida llamada Mary Maxwell, se vio en el libro de Elseworld Just Imagine Stan Lee Creating The Flash.

### Tanaka Rei
El Flash de Tierra-D, Rei era un hombre japonés que idolatraba a Barry Allen, cuyas historias solo existían en los cómics de este mundo. Rei se inspiró en Allen para convertirse en el Flash, al igual que Allen se inspiró para convertirse en el Flash de su ídolo, Jay Garrick. Allen y Rei se conocieron durante la "Crisis on Infinite Earths" cuando Barry regresaba del siglo 30 y llegó al universo equivocado. Cuando la Tierra-D fue atacada por los demonios de la sombra, Barry convocó a la Liga de la Justicia y Tanaka convocó a la Alianza de la Justicia, su versión mundial de la Liga de la Justicia. Construyeron una cinta de correr cósmica y pudieron evacuar gran parte de la población de la Tierra-D. La Liga de la Justicia se fue, pero 39 segundos más tarde, la Tierra-D pereció.
Rei hizo su única aparición en Legends of the DC Universe: Crisis on Infinite Earths (febrero de 1999). La historia fue escrita por Marv Wolfman, con el arte de Paul Ryan (dibujante) y Bob McLeod (colorista).

### Lia Nelson
La joven Flash femenina del universo tangente no es una velocista, sino "la primera niña nacida en el espacio" y un ser formado y capaz de controlar la luz. Como efecto secundario, puede moverse a la velocidad de la luz, lo que la hace más veloz que la mayoría de los otros Flash posteriores a la crisis, ya que solo Wally West ha sobrevivido una carrera a la velocidad de la luz sin quedar atrapado en la Fuerza de la Velocidad. Recientemente reapareció en Justice League of América #16, convocada de algún modo por el papel linterna verde de su universo, un artefacto que sobrevivió a la Crisis que borró el Universo Tangente de la existencia. Lia Nelson también apareció en Countdown: Arena luchando contra dos versiones del Flash de otras Tierras dentro del Multiverso. En el Universo Multiverso 52, el Universo Tangente se designa Tierra-9.

### Superman y Batman: Generaciones 2
En Superman & Batman: Generations 2, aparecen tres Flash diferentes: Wally West como Kid Flash en 1964, Carly, la prima de Wally como Kid Flash en 1986, y Jay West, el hijo de Wally y su esposa Magda, como el quinto Flash en 2008. Barry Allen hace un cameo fuera de traje en 1964.

### Green Lightning
Ali Rayner-West, también conocido como Green Lightning (Rayo verde), es una descendiente de Kyle Rayner y Wally West. Ella tiene un anillo de poder y supervelocidad, como se ve en Green Lantern: Circle of Fire. Ella era una construcción viviente creada por el subconsciente de Kyle Rayner, quien luego volvió a fusionarse en su mente.

### Ame-Comi
Una versión adolescente de Jesse Chambers aparece como el Flash del universo de Ame-Comi. Como con la mayoría de los otros personajes de esa Tierra, ella luce un disfraz inspirado en el Anime.

### Crash
La serie de los años ochenta ¡El Capitán Zanahoria y su sorprendente Zoo Crew! presentó la Tierra paralela de "Tierra-C-Minus", un mundo poblado por divertidos superhéroes de animales que era paralelo al universo dominante de DC. Crash vivía en Tierra-C-Minus y era una tortuga con poderes de supervelocidad similar a la de Barry Allen, y miembro del equipo de superhéroes de su mundo, Just'a Lotta Animals. The Crash, cuando era joven, había leído cómics sobre Tierra-C's Terrific Whatzit, similar a como Barry Allen disfrutó de cómics sobre Jay Garrick de Tierra-2.

### Danica Williams
Una adolescente afrodescendiente llamada Danica Williams aparece como Flash en la serie Justice League Beyond, actuando como la sucesora de Wally West durante la década de 2040 (después de los sucesos de Batman Beyond). Trabaja en el Museo Flash en Central City, y al igual que Barry Allen, llega crónicamente tarde. Más adelante entra en una relación con Billy Batson, que es la identidad secreta del superhéroe, el Capitán Marvel.

## Escritores
La siguiente es una lista de escritores que han participado en la serie actual de The Flash y Flash Comics además de los números y años:
| Escritor(es)                | Historia y números | Años                            |
| --------------------------- | --- | ------------------------------- |
| Gardner Fox                 | Flash Comics #1–80, The Flash #117, 123, 129, 137–138, 140, 143–146, 149–152, 154, 157–159, 162, 164, 166–167, 170–171, 177 | 1940–1947, 1960–1968            |
| Robert Kanigher             | Flash Comics #84–91, 93, 96–97, 103–104, The Flash #160–161, 192, 195, 197–204, 206, 208, 214 | 1947–1949, 1966, 1969–1972      |
| John Broome                 | Flash Comics #91–104, The Flash #105–128, 130–142, 146–149, 152–156, 158–161, 163–166, 168–169, 172–174, 176, 178, 182, 187–194, | 1948–1949, 1959–1970            |
| E. Nelson Bridwell          | #175 | 1967                            |
| Cary Bates                  | #179, 209–212, 216, 218–305, 307–312, 314–350 | 1968, 1971–1985                 |
| Frank Robbins               | #180–181, 183–185 | 1968–1969                       |
| Mike Friedrich              | #186, 195, 197–198, 207 | 1969–1971                       |
| Steve Skeates               | #202, 204, 207, 209–211, 216 | 1970–1972                       |
| Len Wein                    | #208, 212, 215, 217 | 1971–1973                       |
| Dennis O'Neil               | #217–224, 226–228, 230–231, 233–234, 237–238, 240–243, 245–246 | 1972–1977                       |
| Gerry Conway                | #289–299, 301–304 (Firestorm historias de respaldo) | 1980–1981                       |
| Dan Mishkin                 | #306 | 1982                            |
| Gary Cohn                   | #306 | 1982                            |
| Martin Pasko                | #306–313 (Doctor Fate historias de respaldo) | 1982                            |
| Steve Gerber                | #310–313 (Doctor Fate historias de respaldo) | 1982                            |
| Mike W. Barr                | #313 | 1982                            |
| Mike Baron                  | Vol. 2 #1–14, Annual Vol. 2 #1 | 1986–1987                       |
| William Messner-Loebs       | Vol. 2 #15–28, 30–61, 80-Page Giant #2, Annual Vol 2 #2–3, Special #1 | 1987–1992                       |
| Len Strazewski              | Vol. 2 #29, Special #1 | 1989                            |
| Mark Waid                   | Vol. 2 #0, 62–129, 142–159, 231–236, 1000000, 80-Page Giant #1, Annual Vol. 2 #4–6, 8, Special #1, Flash Plus Nightwing #1, The Flash Secret Files and Origins #1–2, The Flash TV Special #1, The Flash/Green Lantern: Faster Friends #1, The Flash & Green Lantern: The Brave and the Bold #1–6 | 1992–1997, 1998–2000, 2007–2008 |
| Mark Wheatley y Allan Gross | Annual Vol. 2 #7 | 1994                            |
| Mark Millar                 | Vol. 2 #130–141, 80-Page Giant #1 | 1997–1998                       |
| Grant Morrison              | Vol. 2 #130–138 | 1997–1998                       |
| Brian Augustyn              | Vol. 2 #142–143, 148–149, 160, 162, 80-Page Giant #1–2 Annual Vol. 2 #10–12, Flash Plus Nightwing #1, The Flash Secret Files and Origins #1–2 | 1996–2000                       |
| Pat McGreal                 | Vol. 2 #161, 163 | 2000                            |
| Chuck Dixon                 | Annual Vol. 2 #13 | 2000                            |
| Geoff Johns                 | Vol. 2 #1/2, 164–225, The Flash Secret Files and Origins #3 Iron Heights, The Flash: Our Worlds at War #1, Vol. 3 #1–12, The Flash Secret Files and Origins 2010, The Flash Rebirth #1–6 | 2000–2005, 2009–2011            |
| Stuart Immonen              | Vol. 2 #226 | 2005                            |
| Joey Cavalieri              | #330–331, Vol. 2 #227–230 | 1984, 2005–2006                 |
| John Rogers                 | Vol. 2 #233–236 | 2007–2008                       |
| Keith Champagne             | Vol. 2 #237 | 2008                            |
| Tom Peyer                   | Vol. 2 #238–243, The Flash 80-Page Giant #2, Annual Vol. 2 #8, The Flash Secret Files and Origins #2 | 1995, 1999, 2008–2009           |
| Alan Burnett                | Vol. 2 #244–247 | 2009                            |
| Francis Manapul             | Vol. 4 #1–25, 0, 23.2: Reverse-Flash #1, Annual Vol. 4 #1 | 2011–2013                       |
| Christos Gage               | Vol. 4 #26 | 2013                            |
| Brian Buccellato            | Vol. 4 #1–25, 27–29, 0, 23.1: Grodd #1, 23.2: Reverse-Flash #1, 23.3: The Rogues #1, Annual Vol. 4 #1–2 | 2011–2014                       |
| Robert Venditti             | Vol. 4 #30–49, Futures End #1, Annual Vol. 4 #3 | 2014–2016                       |
| Van Jensen                  | Vol. 4 #30–52, Futures End #1, Annual Vol. 4 #3–4 | 2014–2016                       |
| Josh Williamson             | Vol. 5 Rebirth #1, #1– | 2016–                           |

## Premios y nominaciones
Los cómics y los personajes han sido nominados y ganaron varios premios en los últimos años, que incluyen:
- Alley Award 1961 a la mejor portada (The Flash (volumen 1) #12
- Alley Award 1961 al Mejor Cómic Único (The Flash (volumen 1) #123 por Gardner Fox y Carmine Infantino)
- Alley Award 1963 por Crossover de DC Heroes por The Brave and the Bold (con Hombre Halcón)
- Alley Award 1964 a la Mejor Cortometraje ("Puerta a lo Desconocido" en The Flash (volumen 1) #148 de John Broome y Carmine Infantino)
- Eisner Award 2001 al mejor artista de portada (The Flash), por Brian Bolland
- Salou Award 2008 al mejor superhéroe (Flash - Danny Holmes por BUAFC)

## En otros medios
A lo largo de sus 80 años de historia, Flash ha aparecido en numerosos medios. Flash se ha incluido en múltiples funciones animadas, como los Súper amigos y Liga de la justicia, así como en sus propias series de televisión de acción en vivo y algunas apariciones de estrellas invitadas en Smallville (como la versión de Bart Allen/Impulse). 

### Televisión

#### Acción en vivo
- El personaje participó en la serie de televisión The Flash de 22 capítulos producida por Warner en 1990, donde fue interpretado por John Wesley Shipp.
- Flash también participó en dos programas de televisión: Legends of the Superheroes (un especial homenaje al Batman de Adam West emitido una sola vez en 1978) y el episodio piloto de Liga de la Justicia de América, una serie sobre el grupo de superhéroes, que no obtuvo finalmente la luz verde.
- En la serie Smallville, aparece un velocista que dice llamarse Bart, quien también poseía identificaciones con los nombres de Wally West, Barry Allen y Jay Garrick.
- En la serie Arrow, el personaje aparece por primera vez en los episodios The Scientist y Three Ghosts, toma la serie Arrow como punto de partida para darlo a conocer e introducir su historia y su vida, la cual continuará en su propia serie de televisión The Flash.
- Tras su aparición en Arrow, Flash obtuvo su propia serie en 2014 llamada The Flash. Posteriormente aparece en Legends of Tomorrow y Supergirl.

#### Animado
- En la serie Superman/Aquaman Hour of Adventure de 1967-1968, aparece Barry Allen como Flash miembro de la Liga de la justicia y Wally West como Kid Flash miembro de los jóvenes titanes.[52]
- En la serie El Reto de los Súper amigos, que se desarrolló entre 1978 y 1979, aparece Flash (Barry Allen) en todos los episodios y ha presentado líneas en solo doce de los dieciséis episodios de la serie.[53]
- Wally West apareció como personaje invitado en Superman: la serie animada, en el episodio "Speed Demons".
- Wally West formó parte de la Liga de la justicia como miembro fundador en las series animadas Liga de la Justicia y Liga de la Justicia Ilimitada
- En la serie Los Jóvenes Titanes Wally West aparece como Kid Flash. Vuelve aparecer posteriormente en la continuación de la serie Teen Titans Go!.
- Todas las encarnaciones del personaje (Jay Garrick, Barry Allen, Wally West y Bart Allen) aparecen en la serie animada "Young Justice".
- Aparece una parodia de Flash en algunos cameos en la serie Los Simpson.
- La versión de Barry Allen de Flash aparece en Justice League Action.
- Flash hizo su primera aparición teatral en la película The Lego Movie. Era parte de la tripulación pirata de Metalbeard. Luego hizo una breve aparición en The Lego Batman Movie.
- Flash hizo su primera aparición en la serie web DC Super Hero Girls.

### Películas

#### Acción en vivo
En octubre de 2014, Warner Bros. anunció que Ezra Miller protagonizaría una adaptación cinematográfica de acción en vivo de The Flash, que se lanzará en 2018 junto con un cameo en la película de 2016 Batman v Superman: Dawn of Justice.
- En 1991 se estrenó la película The flash II - La venganza del mago asesino con la dirección de Danny Bilson y John Wesley Shipp en el papel de The Flash.
- En 2006 se planeó realizar una película, dirigida por Shawn Levy, pero el proyecto fue cancelado definitivamente en 2011. Ahora, en 2018 tiene sus planes de ser por fin estrenada y cuenta con la participación en el proyecto de Greg Berlanti; el actor confirmado por Warner es Ezra Miller para interpretar al personaje, haciendo su debut como The Flash en la película Batman v Superman: Dawn of Justice estrenada en 2016.
- Aparece en la película Escuadrón Suicida, en un flashback donde se ve que él ayudó a capturar a Capitán Bumerang en un robo y le menciona en tono de ironía al Capitán Boomerang: No hay honor entre ladrones.
- También aparece la película Liga de la Justicia de 2017, donde Flash (Barry Allen), es uno de los miembros fundadores del equipo.

#### Animadas
Aparece en varias películas animadas de la Liga de la Justicia como:
- Justice League: Crisis on Two Earths.
- Justice League: The New Frontier.
- Justice League: The Flashpoint Paradox.
- Justice League: War.
- Justice League Adventures: Trapped In Time.
- Flash también aparece en la película The Lego Batman Movie.
- Flash aparece en la película  Justice Society: World War II .

### Videojuegos
- Flash es un personaje jugable en el videojuego crossover Mortal Kombat vs. DC Universe
- Flash es también un personaje jugable en Injustice: Dioses entre nosotros y en su secuela Injustice 2 desarrollada por NetherRealm Studios.
- Dos versiones de Flash hacen apariciones en DC Universe Online. Barry Allen lucha junto a los héroes contra el ejército de Gorilla Grodd, y es una recompensa para los villanos. Jay Garrick aparece en la Atalaya, vendiendo poderosas armaduras al nivel 30 de héroes con el origen de Metapoder.
- Aparece en el videojuego MOBA Infinite Crisis
- Aparece en el videojuego Lego Batman 2: DC Super Heroes y Lego Batman 3: Beyond Gotham
- Aparece en el videojuego Justice League Heroes de PlayStation 2.

## Flash en la cultura popular
Numerosas referencias a Flash se presentan en el programa de televisión The Big Bang Theory. Una referencia particular es la camiseta de Flash del personaje principal Sheldon Cooper, que se ha convertido en un elemento básico de la ropa de mercadería. En el episodio de la temporada 1 "El Paradigma de la Tierra Media", los cuatro personajes masculinos principales del programa se disfrazan independientemente para una fiesta de Halloween como Flash antes de decidir que no todos pueden ser Flash para que nadie lo haga. En el episodio de la temporada 10 The Birthday Synchronicity, Sheldon compró un mono de flash para el recién nacido de Howard & Bernadette.
En la temporada 3 de Lost, en el episodio "Catch-22", Charlie y Hurley debaten sobre quién ganaría una carrera entre Flash y Superman.
El nombre falso de Barry Allen es utilizado por el personaje del estafador Frank Abagnale Jr. (haciéndose pasar por un Agente del Servicio Secreto), en la película Atrápame si puedes. Cuando un camarero de cafeterías nota las notas del agente del FBI Carl Hanratty, revela que Barry Allen es Flash, dándole a Carl una pista vital sobre la identidad de su desconocido.
En 2006, una copia prístina de Flash Comics #1 se vendió en una Subasta de Herencia por 273 125 dólares. El mismo libro se vendió en privado por 450 000 dólares en 2010.
Renan Kanbay usa un disfraz de Flash mientras interpreta a Carrie, la gerente de una tienda de cómics, en Dream Job (2011) de Joe Lipari.
La banda Jim's Big Ego escribió la canción "The Ballad of Barry Allen" (La balada de Barry Allen) que detalla las dificultades para tener que mirar el tiempo moviéndose tan lentamente desde la perspectiva de Allen. El vocalista de la banda, Jim Infantino es el sobrino de la artista de Flash Carmine Infantino.
En la película Daddy Day Care, uno de los niños de guardería llamado Tony llevaba un disfraz de Flash para la mayoría de la película.
En el episodio "Power Ponies" de My Little Pony: La magia de la amistad, Pinkie Pie se convierte en un superhéroe basado en Flash llamado Fili-Second.
En un episodio de Los Simpson, Jeff Albertson se viste como The Flash mientras corre en un maratón. Él dice: "Nadie puede escapar de Flash", pero termina cayendo en un bache y se queda atascado.

## Renegados
Al igual que Batman, Superman, Mujer Maravilla y Linterna Verde, Flash tiene fama de haber luchado contra una galería de villanos rebeldes distintiva y memorable. En el caso de Flash, algunos de estos villanos han adoptado el término "Flash's Rogues Gallery" como un título oficial, e insisten en ser llamados "Renegados" en lugar de "supervillanos" o nombres similares. A veces, varias combinaciones de los Renegados se han unido para cometer crímenes o vengarse de Flash, generalmente bajo la dirección del Capitán Frío.
Los Renegados son conocidos por su relación de estilo comunitario, socializando juntos y operando bajo un estricto código moral, a veces brutalmente impuesto por el Capitán Frío. Tales "reglas" incluyen "sin drogas" y, excepto en situaciones muy difíciles o en ocasiones únicas, "no matar".